# Santa Lucía (Kolumbia)
Santa Lucía – miasto w Kolumbii, w departamencie Atlántico.